# La Chevauchée de feu
Pour plus de détails, voir Fiche technique et Distribution.
La Chevauchée de feu (The Lighthorsemen en anglais) est un film australien réalisé par Simon Wincer, sorti en 1987.

## Synopsis
Les péripéties d'hommes d'une unité de chevau-légers engagés dans la bataille de Beer-Sheva au cours de la Première Guerre mondiale durant la campagne du Sinaï et de la Palestine en 1917.

## Fiche technique
- Titre : The Lighthorsemen
- Réalisation : Simon Wincer
- Scénario : Ian Jones
- Musique : Mario Millo
- Pays de production : Australie
- Format : Panavision, 35 mm, 2,35:1 (couleurs, son Dolby)
- Genre : drame, guerre
- Durée : 131 minutes (2 h 11)
- Dates de sortie[1] :
  - Australie : 10 septembre 1987
  - France : 19 avril 1989
- Tout public

## Distribution
- Peter Phelps : Dave Mitchell
- Nick Waters
- John Larking
- Shane Briant : Reichert
- Ralph Cotterill
- Bill Kerr : Sir Harry Chauvel

## Récompenses
- 1988 : AFI Award de la "Meilleure musique de film".
- 1988 : AFI Award du "Meilleur son".

## Autour du film
- Le sujet avait déjà fait l'objet d'un film australien sorti en 1940 : Quarante mille cavaliers réalisé par Charles Chauvel.